# Latta (Oklahoma)
Latta es un lugar designado por el censo del condado de Pontotoc, Oklahoma, Estados Unidos. Según el censo de 2020, tiene una población de 1465 habitantes.
En los Estados Unidos, un lugar designado por el censo (traducción literal de la frase en inglés census-designated place, CDP) es una concentración de población identificada por la Oficina del Censo exclusivamente para fines estadísticos.
En este caso se trata, a todos los efectos prácticos, de un barrio de la ciudad de Ada.

## Geografía
Según la Oficina del Censo, tiene un área de 6.52 km².